# Linia kolejowa Jełgawa – Krustpils
Linia kolejowa Jełgawa – Krustpils – linia kolejowa na Łotwie łącząca stację Jełgawa ze stacją Krustpils.
Linia na całej długości jest niezelektryfikowana i jednotorowa.

## Historia
Linia powstała w 1904 jako część Kolei Moskiewsko-Windawskiej, w pierwszym okresie funkcjonowania będąc własnością prywatną. Początkowo leżała w Imperium Rosyjskim, w latach 1918 - 1940 położona była na Łotwie, następnie w Związku Sowieckim (1940 - 1991). Od 1991 ponownie znajduje się w granicach niepodległej Łotwy.
W 2000 na linii zlikwidowano ruch pasażerski.